# Nonette de Farrenc
Pour les articles homonymes, voir Nonette.
Le Nonette en mi bémol majeur, op. 38, est une œuvre de musique de chambre de Louise Farrenc pour nonette composée en 1849.

## Présentation
Le Nonette de Louise Farrenc est composé en 1849,. Malgré sa popularité en son temps, il n'est pas publié du vivant de la compositrice,. 
L'œuvre, en mi bémol majeur, est cataloguée op. 38 et écrite pour une flûte, un hautbois, une clarinette, un basson, un cor, un violon, un alto, un violoncelle et une contrebasse.
La partition est donnée en première audition dans les salons de Mme Pierson le 23 décembre 1849, par Tilmant aîné (finalement suppléé par M. Guerreau), Casimir-Ney, Lebouc, Gouffé, Dorus, Verroust aîné, Klosé, Rousselot et Verroust jeune.
En concert, elle est jouée à la salle Érard le 19 mars 1850, par Joseph Joachim, Adolphe Blanc, Charles Lebouc, Achille Gouffé, Louis Dorus, Stanislas Verroust, Adolphe Leroy, Joseph-François Rousselot et Charles Verroust,.

## Structure
Le Nonette, d'une durée moyenne d'exécution de 30 minutes environ, est composé de quatre mouvements, :
1. Adagio – Allegro, à 
 puis 
, « dont le style est parfaitement clair et limpide[9] » ;
2. Andante con moto, à 
, un air avec variations ;
3. Scherzo. Vivace, à 
, un scherzo « chef-d’œuvre de goût, de finesse, d'esprit et de savoir instrumental[6] » ;
4. Adagio – Allegro, à 
 puis 
, « écrit d'une façon concise, [qui] présente un continuel intérêt[9] ».

## Réception
En 1855, un concert est rapporté par Ernest Reyer, où jouent notamment Delphin Alard, Jean-Baptiste Blanc, Casimir Ney, Charles Lebouc, Achille Gouffé, Félix Barthélemy, Adolphe Leroy, Louis Verroust et Joseph Rousselot.

## Discographie
- Louise Farrenc : musique de chambre, par Philippe Bernold (flûte), François Leleux (hautbois), Romain Guyot (clarinette), André Cazalet (cor), Gilbert Audin (basson), Guillaume Sutre (violon), Miguel da Silva (alto), François Salque (violoncelle) et Vincent Pasquier (contrebasse), Naïve V5033, 2005.
- Farrenc: Nonet - Clarinet Trio, avec le Consortium Classicum, Divox, 2010.
- Farrenc: Nonet in E flat major, Op. 38 - Brahms: Serenade No. 1, avec le Minerva Chamber Ensemble dirigé par Kevin Geraldi, Centaur Records, Inc., 2011.